# Пејсли
Пејсли (енгл. Paisley) је град у Уједињеном Краљевству у Шкотској. Према процени из 2007. у граду је живело 72.990 становника.

## Становништво
Према процени, у граду је 2008. живело 72.990 становника.
| 1981.  | 1991.  | 2001.  |
| ------ | ------ | ------ |
| 84,330 | 73,925 | 74,170 |

## Познате личности
- Паоло Нутини, музичар (1987 - )[2]